# Schraubiger Herzflagellat
Der Schraubige Herzflagellat (Monomorphina pyrum, früher Phacus pyrum, auch Euglena pyrum) ist eine Protisten-Art aus der Gattung Monomorphina. Sie kommt in stehenden, sauberen und gut belichteten Gewässern vor.

## Merkmale
Phacus pyrum ist 30 bis 50 Mikrometer lang. Die Zellen sind verkehrt-eiförmig. Sie laufen nach hinten in einen geraden, langen Stachel aus. An der Mündung des Geißelsäckchens laufen 8 spiralige Leisten zusammen. Die Geißel ist so lang wie der Körper. Die Membran wird vom Protoplasten nicht vollständig ausgefüllt. Die Chloroplasten sind scheibchenförmig.